# BBC's promenadekoncerter
BBC's promenadekoncerter (Engelsk: BBC Promenade Concerts (The Proms, The BBC Proms eller The Sir Henry Wood Promenade Concerts presented by the BBC) er en årlig, otte uger lang sommerkoncertserie med klassisk musik og andre forestillinger, hovedsagelig fremført i Royal Albert Hall i South Kensington i London. Det er verdens største festival for klassisk musik. Rækken sluttes med Den sidste promenadekoncert, (The Last Night at the Proms).

## Den sidste promenadekoncert
De flestes opfattelse af The Proms stammer fra Last Night, selv om denne koncert er meget forskellig fra de andre. Den finder normalt sted anden lørdag i september og sendes direkte til store dele af verden. Den præges af en "lukke ned" - stemning med populære klassiske musikstykker fulgt af britiske patriotiske sange i koncertens sidste halvdel. Den afdeling begynder med Edward Elgars Pomp and Circumstance March No. 1 (Land of Hope and Glory) og fortsætter med sir Henry Woods Fantasia on British Sea Songs, som kulminerer med Thomas Arnes Rule, Britannia!. Men Fantasia har ikke været på programmet siden 2007. Koncerten afsluttes med Hubert Parrys Jerusalem, en fortolkning af William Blakes digt And did those feet in ancient time, og den britiske nationalmelodi, God Save the Queen. Traditionen med, at Elgars march gentages, skyldes publikums insistering på en encore ved dens premiere ved 1901's Proms. Afslutningssekvensen i anden halvdel blev fuldt etableret fra og med 1954, medens Malcolm Sargent var chefdirigent. The Prommers har gjort det til tradition at synge Auld Lang Syne til allersidst, men dette er ikke en del af programmet.

## Eksternt link/Hør den sidste promenadekoncert 2009
- Wikimedia Commons har flere filer relateret til BBC's promenadekoncerter

Den sidste promenadekoncert i 2009 var lørdag d. 12. september, og den fire fire timers transmission fra Hyde Park, Proms in the Park kunne høres direkte på BBC's webside. Ca. 1 time og 45 minutter inde sang Barry Manilow mange af sine kendte sange som "I Write the Songs", og to timer og 27 minutter inde i programmet stilles over til Royal Albert Hall til det traditionelle program, som omfattede Händels Music for the Royal Fireworks.
- BBC iPlayer: Proms in the Park, 12. september 2009